# Application programming interface

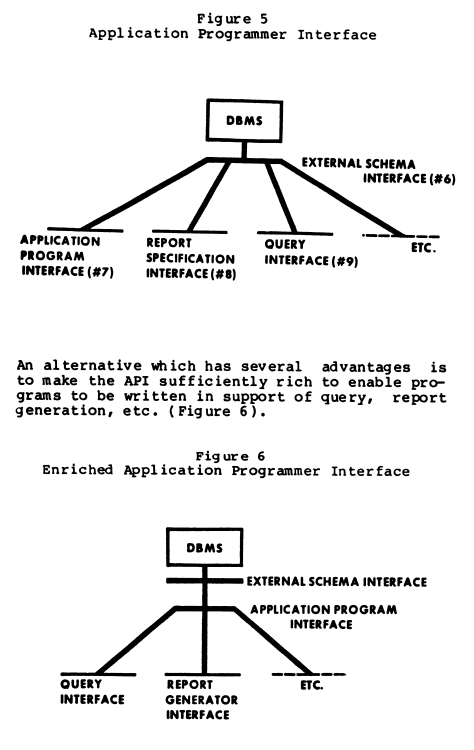
Application programming interface

In un programma informatico, con application programming interface (API), in italiano "interfaccia di programmazione dell'applicazione", si indica un insieme di procedure (in genere raggruppate per strumenti specifici) atte a consentire la comunicazione tra diversi computer o tra diversi software o tra diversi componenti di software; spesso tale termine designa le librerie software di un linguaggio di programmazione, sebbene più propriamente le API siano il metodo con cui le librerie vengono usate per sopperire ad uno specifico problema di scambio di informazioni.

## Caratteristiche
Esistono vari design model per le API. Le interfacce intese per la massima velocità di esecuzione spesso consistono in una serie di funzioni, procedure, variabili e strutture dati. Esistono anche altri modelli come gli interpreti usati per valutare le espressioni come con ECMAScript/JavaScript. Una buona API fornisce una "scatola nera", cioè un livello di astrazione che permette al programmatore di evitare di conoscere il funzionamento delle API ad un livello più basso. Questo permette di riprogettare o migliorare le funzioni all'interno dell'API senza cambiare il codice che si affida ad essa.
Esistono due linee di condotta per quanto riguarda la pubblicazione delle API:
1. Alcune compagnie conservano gelosamente le loro API. Per esempio, Microsoft fornisce API ufficiali solamente agli sviluppatori Xbox registrati, allo scopo di restringere il numero di persone che possono scrivere giochi per la console e limitare la pirateria.
2. Altre compagnie distribuiscono le API pubblicamente. Per esempio, la stessa Microsoft fornisce al pubblico informazioni sulle sue Windows API, tra cui le Microsoft Foundation Classes (MFC), per consentire di scrivere software per la piattaforma Windows.

Alcune API, come quelle standard di un sistema operativo, sono implementate come una libreria separata e distribuite con il sistema operativo. Altre API richiedono a chi pubblica il software di integrare l'API direttamente nell'applicazione e spesso richiedono l'utilizzo di chiavi API per l'autenticazione e il controllo degli accessi. Questo costituisce un'ulteriore distinzione nell'esempio precedente.
Le API di Microsoft Windows sono fornite con il sistema operativo e chiunque può utilizzarle. Il software per i sistemi embedded come le console per videogiochi generalmente ricadono nella categoria in cui le API sono integrate con l'applicazione. Anche se la documentazione ufficiale dell'API della Playstation può essere una lettura interessante, è quasi inutile senza la corrispondente implementazione sotto forma di una libreria separata o di un kit per sviluppatori.
Una API che non richiede il pagamento di diritti per il suo accesso ed utilizzo è detta "aperta". Le API fornite dal software libero, come software distribuito sotto licenza GPL, sono aperte per definizione, dal momento che si può accedere al sorgente del software e capire come funziona. Anche se esiste una "implementazione di riferimento" per una API (come quella di Microsoft Windows per la Windows API), non c'è nulla che impedisce la creazione di un'implementazione alternativa. Per esempio, la maggior parte della API di Windows può essere fornita in un sistema Unix da un software chiamato Wine.
In generale l'analisi dell'implementazione di una API per produrne una compatibile costituisce una violazione alla legge. Questa tecnica è chiamata ingegneria inversa. La situazione legale in questi casi presenta ambiguità quindi conviene affrontare il problema prima che l'attività di ingegneria inversa sia iniziata. Per esempio, una API può contenere a sua volta un brevetto.

## Finalità
La finalità è ottenere un'astrazione a più alto livello, di solito tra l'hardware e il programmatore o tra software a basso e quello ad alto livello semplificando così il lavoro di programmazione. Le API permettono infatti di evitare ai programmatori di riscrivere ogni volta tutte le funzioni necessarie al programma dal nulla, ovvero dal basso livello, rientrando quindi nel più vasto concetto di riuso di codice. Le API stesse rappresentano quindi un livello di astrazione intermedio: il software che fornisce una certa API è detto implementazione dell'API.

## Posix
Poiché esistono molte varianti di API, nel 1985 è stato creato un progetto finalizzato alla creazione di uno standard. La famiglia che racchiude questi standard prende il nome di POSIX (acronimo di "Portable Operating System Interface for Unix"), il cui nome è stato ideato da Richard Stallman dopo la richiesta da parte dell'IEEE di un nome di facile memorizzazione.

## Esempio di utilizzo
Si può pensare a un'applicazione che scriva le parole "Hello world" su uno schermo con vari livelli di astrazione:
1. Scrivere tutto da soli:
  1. Disegnare su un foglio le forme delle lettere H, e, l, l, o, W, o, r, l, d.
  2. Preparare una matrice di quadrati bianchi e neri avente la forma di ognuna delle lettere
  3. Ideare un modo per programmare la CPU in modo che ponga questa matrice nel frame buffer della scheda video.
  4. Predisporre la scheda video per generare il segnale corretto a partire dal contenuto frame buffer.
2. Utilizzare un sistema operativo per effettuare parte del compito:
  1. Caricare in memoria una struttura dati chiamata "font" fornita dal sistema operativo.
  2. Far visualizzare al sistema operativo una finestra vuota.
  3. Far disegnare al sistema operativo il testo "Hello World" sulla finestra utilizzando il font caricato.
3. Utilizzare un'applicazione (che a sua volta utilizza il sistema operativo) per tutto il lavoro:
  1. Scrivere un documento HTML contenente le parole "Hello World".
  2. Aprire il documento con un web browser.

L'approccio del primo livello richiede molti passaggi e ognuno di questi è molto più complesso di quelli dei livelli successivi. Altro svantaggio del primo approccio è che è poco pratico utilizzarlo nel caso in cui sia necessario visualizzare una certa quantità di informazioni sullo schermo; col secondo approccio l'operazione è molto più semplice, e nel terzo è sufficiente scrivere "Hello World". In genere utilizzare API di livello più alto comporta una certa perdita di flessibilità; per esempio, potrebbe essere molto difficile a livello di web browser ruotare attorno a un punto un testo con i bordi lampeggianti, mentre questo compito potrebbe essere svolto in modo semplice a un livello più basso. Questa differenza è un tipico esempio di compromesso che si può incontrare utilizzando un'API.

## Web API
Una web API è un'API sviluppata in uno dei linguaggi specifici per realizzare web app ovvero, in parole povere, applicazioni che l'utente usa attraverso un comune browser. Rappresenta una categoria di procedure (erogate attraverso interfacce visuali consistenti in librerie di strumenti spesso open source) molto diffuse a causa del massiccio impiego di sistemi di tipo SaaS; possono però essere sviluppate affinché interagiscano con applicazioni tradizionali.
Esse sono delle interfacce per sviluppatori o per utenti che necessitano di servizi aggiuntivi o specifici rispetto al sistema base. Sono pure gli stessi produttori di software (oltre che al mondo open source) che mettono a disposizione set già compilati di web API, non solo per integrare funzioni ma anche per facilitare l'operatività dell'utente o del reparto IT aziendale in caso di sistemi informatici sempre più complessi (si pensi alle soluzioni di tipo business).

## Esempi di API e web API
- L'interfaccia di chiamate al BIOS del PC
- I Document Object Model di varie applicazioni come l'HTML
- La Single UNIX Specification
- La Windows API di Microsoft
- L'API Java 2 Enterprise Edition Java EE
- L'interfaccia ASPI per i dispositivi SCSI
- Le API Carbon e Cocoa per il Macintosh macOS Server
- API e Web service
- Common Object Request Broker Architecture (CORBA)
- Java APIs for Integrated Networks (JAIN)
- Simple Network Management Protocol (SNMP)
- Universal Plug and Play (UPnP)
- Mantle, API di basso livello sviluppate da AMD come alternativa a DirectX e OpenGL
- Java Telephony API, API di Java per la gestione di call center distribuiti
- Amazon Product Advertising API
- Bing API
- Envato Marketplace API
- Facebook API
- Google Chart Tools and API
- Google Feed API
- All Google APIs and Tools (Google APIs by Google Inc.)
- LinkedIn API
- StackExchange API
- Twitter API
- YouTube API
- YUI Charts
- Google Maps API Family
- Google Libraries API
- Google+ Platform API